# Werda (Botswana)
Werda ist eine Ortschaft im Kgalagadi District in Botswana. Sie liegt etwa 140 km nordöstlich der Distrikthauptstadt Tshabong und 270 km südwestlich der botswanischen Hauptstadt Gaborone. Im Süden grenzt sie an die Republik Südafrika.
2011 hatte Werda 3261 Einwohner, zehn Jahre zuvor waren es noch 1961 Einwohner gewesen.
In Werda gibt es das „Hilde Westermeyer Women’s League Conference Centre“, ein Tagungshaus, das vor allem aufgrund des Engagements von Hilde Westermayer, der Dickenschieder Pfarrfrau, vom Kirchenkreis Simmern-Trarbach und den beiden Frauenhilfsverbänden in dessen Bereich finanziell ermöglicht wurde. Der Kirchenkreis Simmern-Trarbach unterhält eine Partnerschaft mit dem südwestlichen Kirchenkreis der Evangelisch-lutherischen Kirche von Botswana (ELCB), in dem Werda liegt. Diese geht zurück auf die in den 1970er Jahren im Südwesten Botswanas begonnene Arbeit der Kang-Hukuntsi Mission der Evangelisch-Lutherischen Kirche in der Republik Namibia, die darin von der Vereinten Evangelischen Mission, der vormaligen Rheinischen Missionsgesellschaft, unterstützt wurde.